# Fotella olivia
Fotella olivia là một loài bướm đêm trong họ Noctuidae.